# Seriatopora octoptera
Seriatopora octoptera is een rifkoralensoort uit de familie van de Pocilloporidae. De wetenschappelijke naam van de soort is voor het eerst geldig gepubliceerd door Christian Gottfried Ehrenberg in 1834.